# Who Are You (album)
Pour les articles homonymes, voir Who Are You.
Albums de The Who
The Who by Numbers
(1975) Face Dances
(1981)
Who Are You est le huitième album studio du groupe The Who, sorti en 1978. C'est le dernier album studio du groupe avec le batteur Keith Moon, décédé en septembre de la même année.
L'album est certifié double disque de platine aux États-Unis (plus de deux millions de ventes) en 1993.

## Conception
Une période de trois ans s'est écoulée entre la conception des albums The Who by Numbers et Who Are You. Les quatre membres des Who préfèrent en effet se consacrer à leur carrière solo, sans compter les problèmes d'alcoolisme de Pete Townshend et John Entwistle.
La santé de Keith Moon, déjà éprouvée par les abus de drogue et d'alcool, ne lui permet déjà plus d'assurer toutes les dates de la tournée de 1978. Il ne participe qu'aux dernières séances d'enregistrement de l'album, sans arriver à jouer la ligne de batterie de Music Must Change (en 6/8), si bien qu'à la place, Townshend enregistre le son de ses pas.
Keith Moon meurt quelques mois plus tard, le 7 septembre 1978 d'une overdose de médicaments pour traiter son alcoolisme.
Parmi les musiciens invités, il y a Andy Fairweather-Low, anciennement du groupe Amen Corner et guitariste de Roger Waters. Il y avait aussi Rod Argent, le claviériste des défunts Zombies et du groupe Argent.

## Pochette
La pochette de l'album est une photographie de Terry O'Neill. Elle représente les quatre membres du groupe au milieu d'une mer de câbles électriques. Keith Moon est assis sur une chaise retournée, portant l'inscription « Not to be taken away » (« à ne pas emporter »), afin de dissimuler son embonpoint. Ironiquement, ce serait le dernier album avant son décès.
Un projet de pochette rejeté représentait les quatre Who debout sur une pelouse, chacun étant à la tête d'une longue file de personnes. La foule était constituée des invités au concert donné par le groupe aux studios Shepperton le 25 mai 1978 pour le film The Kids Are Alright.

## Liste des titres
Tous les titres sont de Pete Townshend, sauf indication contraire.

### Face 1
1. New Song – 4:13
2. Had Enough (Entwistle) – 4:30
3. 905 (Entwistle) – 4:03
4. Sister Disco – 4:22
5. Music Must Change – 4:38

### Face 2
1. Trick of the Light (Entwistle) – 4:46
2. Guitar and Pen – 5:57
3. Love Is Coming Down – 4:05
4. Who Are You – 6:17

### Titres bonus de l'édition remasterisée
1. No Road Romance (inédit) – 5:05
2. Empty Glass (inédit) – 6:23
3. Guitar and Pen (Olympic '78 mix) – 6:00
4. Love Is Coming Down (Work-in-progress mix) – 4:06
5. Who Are You (Lost verse mix) – 6:21

No Road Romance est une démo de Townshend, finalement rejetée. Empty Glass, originellement intitulée Choirboy, finira sur le deuxième album solo de Townshend, également intitulé Empty Glass. Guitar and Pen est un autre mix de cette chanson, rejeté en faveur de celui qui apparaît sur l'album. Love Is Coming Down est un mix de travail. Who Are You inclut des paroles différentes sur le second couplet (« I took the tube back out of town... » dans la version finale), Townshend l'ayant réécrit après réflexion.

## Musiciens
- Roger Daltrey : chant, percussions
- Pete Townshend : guitare, piano, synthétiseur, chant sur Sister Disco, No Road Romance et Empty Glass, chœurs
- John Entwistle : basse, synthétiseurs, cuivres sur Had Enough et Music Must Change, chant sur 905
- Keith Moon : batterie, percussions

## Musiciens additionnels
- Rod Argent : synthétiseur sur Had Enough, piano sur Who Are You, claviers sur Guitar and Pen et Love is Coming Down
- Ted Astley : arrangements des cordes
- Andy Fairweather-Low : chœurs sur New Song, Had Enough, Guitar and Pen, Love Is Coming Down et Who Are You
- Billy Nicholls – chœurs sur New Song et Had Enough
- Michael Nicholls - chœurs sur Had Enough

## Classements et certifications

### Album
Charts
| Pays                                 | Durée du classement | Meilleur classement | Date              |
| ------------------------------------ | ------------------- | ------------------- | ----------------- |
| Allemagne (GfK Entertainment)        | 1 semaine           | 49e                 | 25 septembre 1978 |
| Australie (AMR Charts)               | 6 semaines          | 9e                  | 30 octobre 1978   |
| Canada (RPM)                         | 16 semaines         | 2e                  | 14 octobre 1978   |
| États-Unis (Billboard 200)           | 30 semaines         | 2e                  | 21 octobre 1978   |
| France (SNEP)                        | 16 semaines         | 7e                  | 13 octobre 1978   |
| Norvège (VG-lista)                   | 2 semaines          | 21e                 | 28 août 1978      |
| Nouvelle-Zélande (RMNZ Albums Top40) | 6 semaines          | 13e                 | 26 novembre 1978  |
| Pays-Bas (MegaCharts)                | 8 semaines          | 29e                 | 16 septembre 1978 |
| Royaume-Uni (UK Albums Chart)        | 9 semaines          | 6e                  | 3 septembre 1978  |
| Suède (Sverigetopplistan)            | 3 semaines          | 27e                 | 22 septembre 1978 |

Certifications
| Pays        | Certification | Ventes      | Date              |
| ----------- | ------------- | ----------- | ----------------- |
| Canada      | 2 × Platine   | 200 000 +   | 1er novembre 1979 |
| États-Unis  | 2 × Platine   | 2 000 000 + | 8 février 1993    |
| Royaume-Uni | Or            | 100 000 +   | 5 octobre 1978    |

### Single
| Single      | Chart                | Durée du classement | Position | Date             | Certification |
| ----------- | -------------------- | ------------------- | -------- | ---------------- | ------------- |
| Who Are You | (Hot 100)            | 15 semaines         | 14e      | 4 novembre 1978  | Argent        |
| Who Are You | (RPM Top Singles)    | 14 semaines         | 7e       | 28 octobre 1978  | Argent        |
| Who Are You | (IRMA)               | 1 semaines          | 15e      | 27 juillet 1978  | Argent        |
| Who Are You | (RMNZ Singles Top40) | 7 semaines          | 23e      | 26 novembre 1978 | Argent        |
| Who Are You | (Single Top 100)     | 2 semaines          | 44e      | 9 septembre 1978 | Argent        |
| Who Are You | (UK Singles Chart)   | 12 semaines         | 18e      | 20 août 1978     | Argent        |
| Had Enough  | (Single Top 100)     | 9 semaines          | 44e      | 6 octobre 1978   |               |